# Дизайн людини

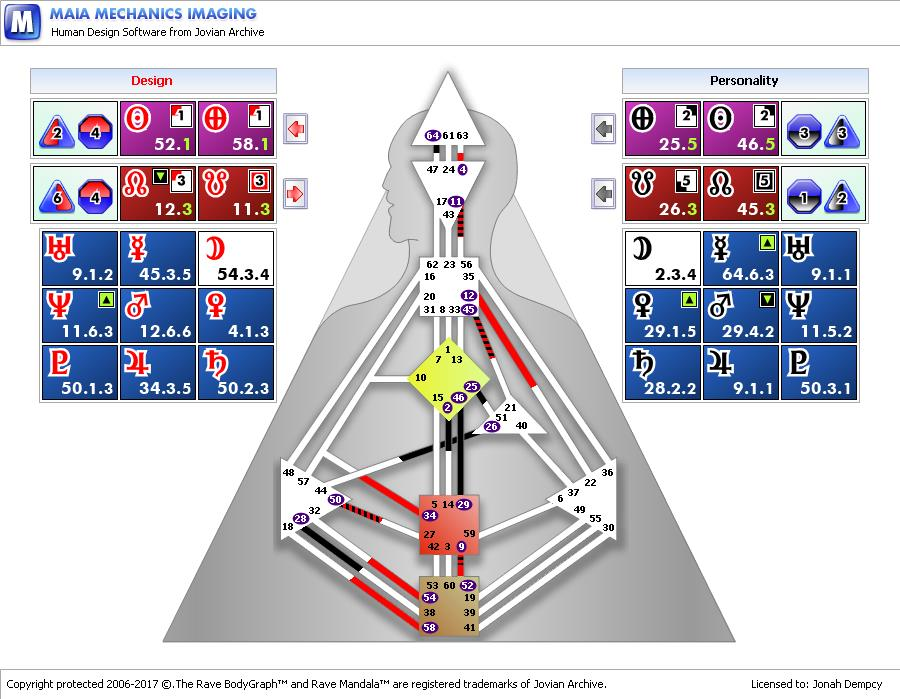
Бодіграф рейв-карти людини

Дизайн Людини (англ. Human Design) — це духовна система що поєднує в собі астрологію, Книгу змін, каббалу, квантову фізику та чакри. Human Design було засновано Аланом Робертом Кракоуером, який 1992 року опублікував книгу під назвою The Human Design System під псевдонімом Ra Uru Hu. Кракоуер стверджував, що він створив систему дизайну людини, керуючись містичним досвідом 1987 року. Дизайн людини має на меті метод самопізнання, який не має жодної релігійної складової. Його називали «прогресивною астрологією».
Основою цієї системи є поділ особистостей на п'ять енергетичних типів, кожен з яких має свою особисту стратегію для гармонійної взаємодії між собою. Це п'ять різних типів: Маніфестори, Генератори, Маніфестуючі Генератори, Проектори та Рефлектори. Кожен тип має свою ознаку, яка виявляє його «Істинне Я», а також ознаку яка проявляє його «Хибне Я». Дизайн людини також відображає дев'ять можливих енергетичних центрів в особистості що показують як саме рухається біоенергія всередині під час проживання своєї природи.

## Рейв-карта в системі дизайну людини
Рейв-карта — центральний елемент аналізу, який відображає індивідуальні енергетичні та психологічні особливості людини. Кожен фрагмент рейв-карти вбирає в себе всі важливі параметри що наглядно показує деталізацію бодіграфа(схематика людини) та покроково розкриває глибину природи людської особистості, яка має своє визначення і відображається на поведінку, схильності та життєвий шлях людини.

### Тип і аура
Тип визначає, як людина найкраще взаємодіє з навколишнім світом та іншими людьми. В системі дизайну людини існує чотири основні типи: Маніфестори, Генератори, Проектори та Рефлектори. Також існує ще один додатковий тип Маніфестуючі Генератори, він являє собою поєднання двох типів (Маніфестора та Генератора), в основі лишаючись істотою з гереруючим сакральним центром.

### Центри
Рейв-карта включає дев'ять центрів, які є аналогами чакр у традиційній індуіській системі. Вони можуть бути відкритими або закритими (активованими). Відкриті центри означають, що людина схильна до впливу зовнішніх факторів у цій області життя, тоді як закриті центри символізують внутрішню стабільність.
- Головний центр (натхнення)
- Аджна (аналітичне мислення)
- Горловий центр (самовираження)
- G-центр (самоідентифікація)
- Серцевий центр (его і воля)
- Сакральний центр (життєва енергія)
- Емоційний центр (емоції та почуття)
- Селезінка (інтуїція, здоров'я)
- Кореневий центр (стрес і натиск)

### Канали і ворота
Канали з'єднують центри, і їхня активація формує постійну енергетичну структуру особистості. Ворота ж відповідають за певні риси характеру та ситуації в житті. Коли два активовані ворота з'єднуються, утворюється канал, що визначає ключові риси і таланти людини.

### Профіль
Профіль — це комбінація двох чисел, які визначають основний життєвий шлях та тип особистості. Перший номер профілю виходить із свідомого дизайну людини, другий — з несвідомого. Наприклад, профіль 4/6 означає, що людина має стабільний фундамент у соціальних взаємодіях (4), але з віком приходить до мудрості (6).

### Інкарнаційний хрест
Інкарнаційний хрест — це ще один важливий аспект карти, що відображає основну місію життя людини. Він базується на положенні Сонця і Землі в момент народження. Інкарнаційний хрест вказує на ключові теми, з якими людина стикатиметься протягом життя.

### Стратегія та внутрішній авторитет
Стратегія — це спосіб прийняття рішень, що допомагає людині максимально ефективно використовувати свою енергетику. Внутрішній авторитет, в свою чергу, визначає, як людина приймає важливі рішення: на основі інтуїції, емоцій чи логіки.

### Інше
Також система дизайна людини надихнула на створення такої предметної галузі в научному середовищі як астрографіка, чого не було раніше відомо до її появи в нашому світі.

## Резюме
При аналізі структури людини, планети відображаються у вигляді астрографіки, що називається бодіграф. На тілі зображено 64 гексаграми книги змін у різних місцях. Іноді це показано в межах рейв-мандали, накладеної на 12 знаків зодіаку. Дизайн людини також стосується персонального режиму харчування, мотивації та середовища. Крім того, він має на меті полегшити доступ до тілесного інтелекту та базових налаштувань індивідуума.